# Damien Ernst
Pour les articles homonymes, voir Ernst.
Damien Ernst, né à Liège le 24 décembre 1975 est Professeur titulaire en électromécanique à l'Université de Liège. Il dirige également le laboratoire de recherche dédié aux réseaux électriques intelligents. Il intervient régulièrement dans divers médias belges concernant les sujets proches de l'énergie.

## Biographie

### Formation universitaire
Damien Ernst est diplômé en 1998 en tant qu'ingénieur civil à l'Université de Liège. Il se spécialise ensuite dans l'étude des réseaux électriques.
Son doctorat en sciences appliquées se concentre sur les problèmes de prises de décision dans les réseaux électriques et les stratégies d'apprentissage par renforcement. Il étudie notamment à Zurich en Suisse, au MIT et au CMU aux États-Unis.

### Carrière et présence médiatique
Damien Ernst débute dans l'enseignement dans une école française à Rennes pour ensuite devenir chercheur au fonds de la recherche scientifique. En 2010, à l'âge de 35 ans, il prend la tête de la chaire EDF Luminus à l'université de Liège,. 
Dès 2013, il commence à apparaître dans les médias, notamment en dénonçant la politique éolienne en Wallonie. C'est toutefois l'année suivante, lors de la publication d'un plan de délestage et de potentielle pénurie d'électricité que sa carrière médiatique prend de l'ampleur. Il dénonce le plan, qui est déséquilibré entre les régions de Belgique, et obtient sa modification.
En 2021, il dirige le laboratoire « Smart Grids » et une équipe de recherche constituée de douze doctorants et de quatre chercheurs.
Le recteur de l'Université de Liège, Pierre Wolper déclare notamment qu'« une des qualités de Damien Ernst est son expertise à la fois des questions économiques et techniques dans la gestion des réseaux électriques ».

### Personnalité
Damien Ernst est décrit comme étant quelqu'un « ne se contentant pas d’être dans l’analyse » et qui « se mouille en proposant des solutions concrètes ».
Il déclare que les films de science-fiction comme l'Odyssée de l'espace l'ont inspiré pour réaliser ses recherches sur l'intelligence artificielle.
Damien Ernst est parfois décrié car il est omniprésent dans les médias belges et est régulièrement au cœur de controverses. Il estime que la violence des critiques s'est intensifiée avec le temps, au point que l'université reçoit des demandes pour le licencier.
Arnaud Collignon, chargé de mission chez Inter Environnement Wallonie, déclare notamment que « son omniprésence pose une question démocratique car son point de vue devient celui de toute l'opinion publique ». François Gemenne, chercheur à l'Université de Liège déclare également que Damien Ernst « aime l'idée que son travail aide l'influence ».
À ces critiques, Damien Ernst répond : « cela fait six ans que j'entends que je me décrédibilise et que je suis une honte pour le milieu académique. Quand on discute en face à face, ceux qui me critiquent voient pourtant bien que je ne suis pas un fantaisiste et que je respecte tous les standards scientifiques. »
En plus de sa présence dans les médias traditionnels, Damien Ernst est particulièrement actif sur les réseaux sociaux comme Facebook ou LinkedIn.

## Prises de position

### Politique
Damien Ernst est proche du Mouvement réformateur et était même présagé pour figurer sur la liste du MR pour les élections européennes de 2024.

### Énergie nucléaire
En 2017, il déclare « Opposer renouvelable et nucléaire, c’est un slogan qui n’a pas de sens. L’avenir, c’est le renouvelable. […] Le calendrier de sortie [du nucléaire belge, NDLR] sera difficile à respecter si on ne prend pas les décisions qu’il faut maintenant. C’est une responsabilité politique. Mais prolonger la durée de vie des réacteurs n’est pas sans risque. La filière est vieillissante et il suffit d’un nouvel accident majeur en Europe pour qu’elle s’effondre. Surtout s’il est démontré que cet incident est lié à la vétusté des installations. À ce moment-là, il faudra sortir du nucléaire sans y être préparé. »
Par la suite, son opinion évolue et il souhaite le maintien et la prolongation de la production d'énergie nucléaire en Belgique déclarant que « prolonger les centrales représente un risque mais pour l'emploi, le prix de l'énergie, les émissions de CO2 et la possibilité de relance de la filière, je crois que c'est le bon choix ».
Damien Ernst déclare que les centrales nucléaires belges permettent d'éviter le rejet de près de 8 millions de tonnes de dioxyde de carbone par an dans l'atmosphère. Dès lors, il s'agirait d'après lui de « la meilleure réponse à court terme que l'on puisse donner aux militants de la cause climatique ».
Dans une vidéo postée en décembre 2017, filmée lors de l'exposition « J’aurai 20 ans en 2030 » à Liège, Damien Ernst exprime son point de vue pro-nucléaire à certains élèves, en expliquant les avantages de ce mode de production d'électricité. Son avis est durement critiqué par l'acteur Bouli Lanners dans une autre vidéo, qui qualifie le nucléaire « d'énergie de merde » et qu'il ne faut pas remplacer « le choléra par la peste ».
En septembre 2020, il déclare notamment que la sortie du nucléaire en 2025 « n’est même pas un trophée pour Ecolo parce que la crise écologique majeure maintenant, c’est le réchauffement climatique et cela va à l’encontre d’une solution pour résoudre ce problème. »
Cette sortie engendrerait entre autres un problème de sécurité d'approvisionnement, la nécessité de construire des nouvelles centrales au gaz émettrices de dioxyde de carbone, une augmentation du prix de l'électricité et une perte de près de 3 000 emplois dans la région de Huy.

### Inondations de juillet 2021 en Belgique
D'après Damien Ernst, le barrage d'Eupen aurait dû être en partie vidé préventivement afin qu'il puisse contenir davantage d'eau et éviter d'en relâcher durant le pic des inondations. D'après lui, « il y a eu une erreur majeure en termes de prévision ».
Ce manque d'anticipation aurait, selon lui, « aggravé de manière significative les inondations dans la vallée de la Vesdre ». 
Une analyse indépendante de la société suisse Stucky, publiée en octobre 2021, met toutefois en doute cet avis[réf. souhaitée].

### Influence de la Russie
En septembre 2024, des documents internes de la société Social Design Agency (SDA), spécialisée dans la désinformation en faveur du régime politique russe, fuitent dans presse. Dans ces document se trouvent une liste comprenant plusieurs centaines de personnalités influentes potentiellement susceptibles d’influencer l’opinion de leur pays en faveur de la Russie. Damien Ernst y est cité mais dément les accusations, en indiquant qu'il s'agit d'« un coup monté ! ».

### Panne de courant de 2025 dans la péninsule Ibérique
Fin avril 2025, la péninsule ibérique est touchée par une panne de courant majeure. Damien Ernst sort rapidement sur le sujet dans la presse, cherchant les causes, alors que les enquêtes officielles sont toujours en cours. Il pointe les énergies renouvables comme la source principale du black-out, notamment à cause d'un déséquilibre de fréquence entre le réseau espagnol et français,. Ce dernier aurait pu entraîner un décrochage des interconnexions entre les deux réseaux. Les centrales thermiques (gaz et nucléaire) peuvent absorber ces déséquilibres, contrairement aux énergies renouvelables.

## Distinctions
- Médaille Blondel décernée par la société de l'électricité, de l'électronique et des technologies de l'information et de la communication (2018)[1]
- « Personnalité belge de l'année » en 2018 par le journal La Libre Belgique avec 27.12% des voix. Cette élection étant le résultat du vote de près de 7921 internautes[3]
- Citoyen d'honneur de Liège (2019)[18]

## Publications
Damien Ernst publie son premier article scientifique en 1997 lorsqu'il avait 21 ans.
Le 6 juillet 2013, Damien Ernst publie une carte blanche dans le journal La Libre intitulée « Risque majeur de black-out : que faire ? ».
En avril 2019, il cosigne une carte blanche avec le directeur du centre Jean Gol du Mouvement réformateur qualifiée de « techno-optimiste et antidécroissance ».